# Valasaravakkam
Valasaravakkam es una ciudad y municipio situada en el distrito de Chennai en el estado de Tamil Nadu (India). Su población es de 47378 habitantes (2011). Se encuentra a 34 km de Tiruvallur y a 11 km de Chennai.

## Demografía
Según el censo de 2011 la población de Valasaravakkam era de 47378 habitantes, de los cuales 23639 eran hombres y 23739 eran mujeres. Valasaravakkam tiene una tasa media de alfabetización del 95,89%, superior a la media estatal del 80,09%: la alfabetización masculina es del 97,82%, y la alfabetización femenina del 93,99%.